# Declan Brooks
Declan Brooks (Portsmouth, 10 de julho de 1996) é um ciclista britânico.
Ele ganhou a medalha de bronze no Campeonato Europeu de BMX em Valmiera e uma prata na Copa do Mundo de estilo livre em 2019. Conquistou a medalha de bronze no BMX freestyle nos Jogos Olímpicos de 2020 em Tóquio.